# Sarah Wollaston

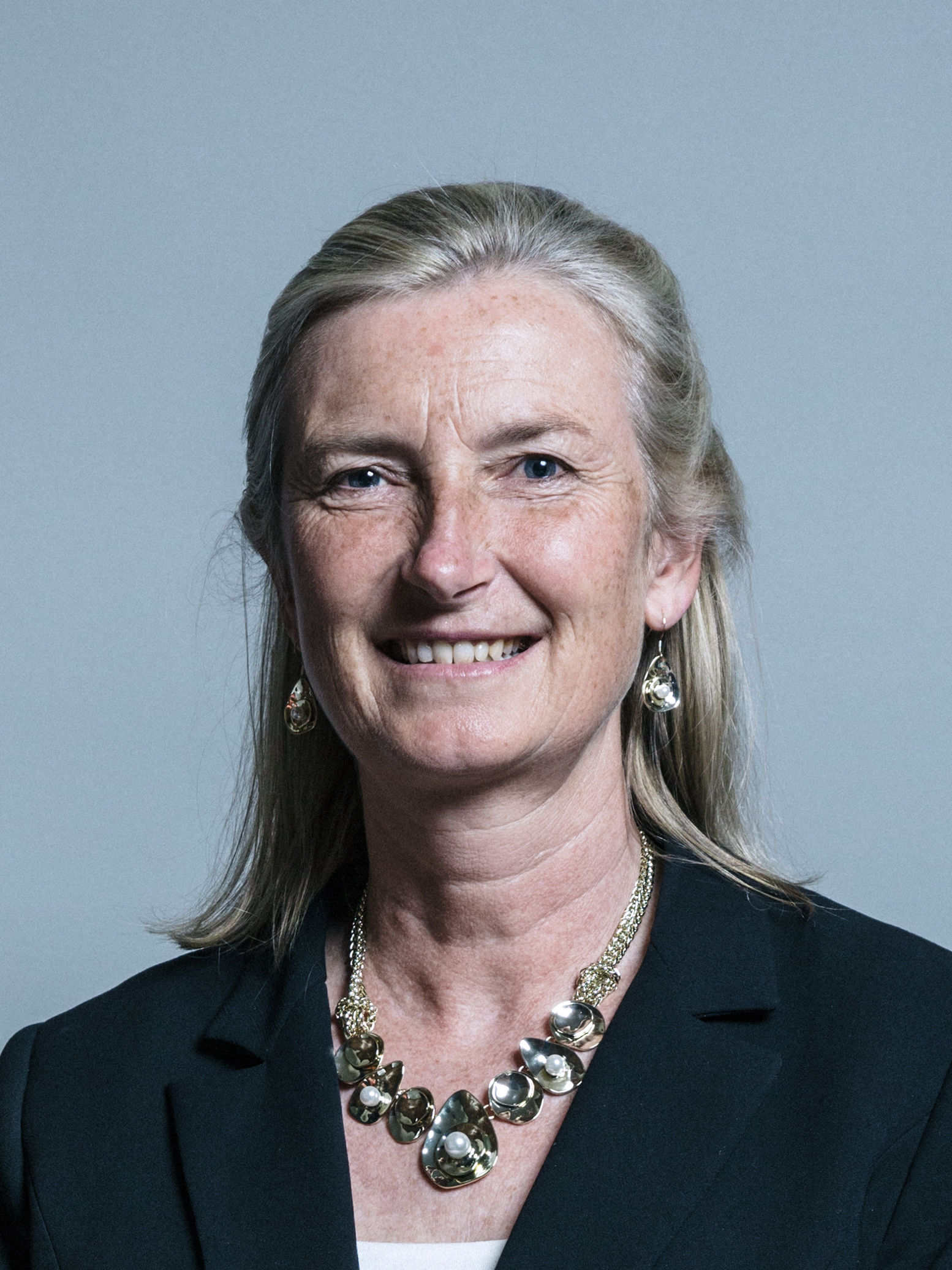
Sarah Wollaston (2017)

Sarah Wollaston (* 17. Februar 1962 in Woking, Surrey) ist eine Abgeordnete im britischen Unterhaus für den Wahlkreis Totnes. Sie schloss ein Studium der Medizin am Guy’s Hospital in London ab. Später wurde sie Mitglied der Konservativen und am 4. August 2009 in einer erstmals abgehaltenen Urwahl durch die Wähler des Wahlkreises Totnes (Devon) zur Kandidatin der Konservativen für die Unterhauswahl 2009. An der Urwahl konnten sich alle Wähler, nicht nur konservative Parteigänger beteiligen. Den Wahlkreis gewann sie bei der Unterhauswahl 2010, und konnte ihn bei den folgenden Wahlen 2015 und 2017 behaupten.
Während ihrer politischen Tätigkeit widmete sie sich schwerpunktmäßig medizinischen Themen, beispielsweise der Einführung eines Minimalpreises für alkoholische Getränke oder Problemen des NHS.
Im Februar 2019 trat Wollaston zusammen mit zwei weiteren konservativen Abgeordneten aus ihrer Partei aus und wurde Mitglied einer neu gebildeten separaten Fraktion in Unterhaus, die später unter der Bezeichnung Change UK – The Independent Group firmierte. Grund für die Bildung dieser Vereinigung war die Unzufriedenheit mit der Politik der Regierung Theresa Mays hinsichtlich des geplanten EU-Austritts des Vereinigten Königreichs. Am 15. August 2019 schloss sich Wollaston den Liberal Democrats an, deren Fraktionsstärke sich damit auf 14 Abgeordnete erhöhte. In einem Radio-Interview der BBC erklärte sie, dass sie damit „unzweideutig den Verbleib Großbritanniens im Herzen Europas“ unterstützen und einen Austritt aus der EU ohne Vertrag (no deal Brexit), der „eine Katastrophe“ wäre, bekämpfen wolle. Dagegen verweigerte sie sich nun inhaltlich einer Nachwahl, obwohl sie sich zuvor jahrelang dafür eingesetzt hatte, dass Unterhausmitglieder sich nach einem Parteiwechsel unbedingt einer Nachwahl stellen sollen. 